# Le Pire Stagiaire
 (mai 2025).
Si vous disposez d'ouvrages ou d'articles de référence ou si vous connaissez des sites web de qualité traitant du thème abordé ici, merci de compléter l'article en donnant les références utiles à sa vérifiabilité et en les liant à la section « Notes et références ».
Le Pire Stagiaire est une émission de télévision et une web-série française humoristique créée par Greg Guillotin. Elle est diffusée nationalement depuis septembre 2018 en prime-time sur C8 ainsi que sur YouTube en version longue.
Une première version de l'émission, en partenariat avec l'entreprise Orange où l'humoriste piégeait des salariés de l'opérateur, a été réalisée entre septembre 2017 et décembre 2017 et diffusée exclusivement sur YouTube.
À la télévision, les épisodes sont rediffusés depuis le 13 juin 2022 sur CStar.

## Concept
L'équipe de Grégory Guillotin reçoit des candidatures de personnes souhaitant piéger leur patron, leur collègue ou leur salarié. Elle contacte alors ces professionnels en se faisant passer pour la chaîne de télévision France 3 afin de leur proposer de réaliser un reportage sur leur métier. Durant le reportage, le professionnel doit faire découvrir son métier à un stagiaire envoyé par Pôle Emploi.
Avec l'aide de complices, Greg Guillotin va interpréter le rôle du Pire Stagiaire qui va alors donner du fil à retordre à son maître de stage, le seul à ignorer qu'il s'agit d'un piège qui peut durer de 3 à 11 heures,,.
Chaque épisode est également diffusé sur YouTube en intégralité, tout comme les making-of montrant les différentes étapes et les coulisses de l'émission.

## Distribution

### Personnages
- Louis Vignac, le bourgeois fils-à-papa insolent[3].

## Production

### Développement
- Le premier épisode du Pire Stagiaire Orange a été diffusé sur Youtube le 21 septembre 2017.
- Le premier épisode de la saison 1 a été diffusé sur Youtube le 14 septembre 2018.
- Le premier épisode de la saison 2 a été diffusé sur YouTube le 4 juin 2019.
- Le premier épisode de la saison 3 a été diffusé sur YouTube le 7 juillet 2020.
- Le premier épisode de la saison 4 a été diffusé sur YouTube le 23 mai 2023.
- Le premier épisode de la saison 5 a été diffusé sur YouTube le 17 avril 2025.

### Fiche technique
- Titre original et français : Le Pire Stagiaire
- Création : Greg Guillotin et David Tuil
- Réalisation :
- Scénario : Greg Guillotin et David Tuil
- Musique : Alex Frican
- Photographie :
- Montage : Greg Guillotin
- Production : David Tuil, Sophie Jouanlong, Rémy Jullian-Desayes (2019-2020) et Sixtine Teillol
- Société de production : H2O Productions, Or Films
- Société de distribution : YouTube, C8
- Pays d'origine :  France
- Langue originale : Français
- Genre : Caméra cachée
- Nombre de saisons : 4 (5 avec Le Pire Stagiaire Orange)
- Nombre d'épisodes : 16 (22 avec Le Pire Stagiaire Orange). L’un des épisodes intitulé "Le Pire Stagiaire : Le Piège a échoué" mettant en scène Béatrice, guide de château, dévoile les coulisses d’un épisode avorté car il fut reconnu par la piégée[5].
- Durée : de 9 minutes à 2 heures et 23 minutes
- Dates de première diffusion : 14 septembre 2018

## Épisodes

### Le Pire Stagiaire Orange (2017)
Gregory Guillotin a diffusé en 2017 et exclusivement sur YouTube les prémices du Pire Stagiaire.
Grâce à la complicité d’Orange, il a piégé 7 personnes travaillant au sein de l’entreprise.
| Épisode | Date de diffusion | Personnage | Piégé            | Métier                                  | Lieux        | Commentaires |
| ------- | ----------------- | ---------- | ---------------- | --------------------------------------- | ------------ | --- |
| 1       | 21 septembre 2017 | Gregory    | Jean-Denis       | Installateur fibre optique              | Suresnes     | Dans ce premier épisode, Gregory et Jean-Denis se rendent chez des clients qui ne sont pas au courant du piège, faisant ainsi de ces derniers des piégés collatéraux. Dans tous les épisodes qui suivront, seul le maître de stage sera piégé. |
| 2       | 4 octobre 2017    | Gregory    | Bilal Deletoille | Responsable Opérationnel de Supervision | Paris        | – |
| 3       | 9 octobre 2017    | Gregory    | Catherine Ruvoën | Ingénieure Intégration et Validation    | Lannion      | – |
| 4       | 29 octobre 2017   | Gregory    | Julie Buxman     | Officier de navire-câblier              | Algésiras    | Première interprétation de l'actuel personnage de Louis Vignac |
| 5       | 10 décembre 2017  | Gregory    | Anthony Alonso   | Chef de projet Data Center              | Val-de-Reuil | – |
| 6       | 17 décembre 2017  | Gregory    | Chantal Girardi  | Animatrice au Fablab                    | Bordeaux     | – |
| 7       | 27 décembre 2017  | Gregory    | Jean Noiray      | Technicien Réseau Structurant           | Alpes        | – |

### Première saison (2018)
| Épisode | Date de diffusion | Personnage       | Piégé                   | Métier           | Lieux           | Commentaires |
| ------- | ----------------- | ---------------- | ----------------------- | ---------------- | --------------- | --- |
| 1       | 14 septembre 2018 | Louis Vignac     | John Parmé              | Pâtissier        | Tessy-sur-Vire  | – |
| 2       | 16 septembre 2018 | Samuel Gaino     | Élisa                   | Coiffeuse        | Paris           | – |
| 3       | 25 septembre 2018 | Guillaume Boutry | Pressila                | Comptable        | Montreuil       | Pressila finira par surprendre plusieurs complices en train de se parler, clôturant le piège plus tôt que prévu. |
| 4       | 2 octobre 2018    | Samuel Gaino     | Otavio Boavista Engelke | Agent immobilier | Mantes-la-Jolie | – |
| 5       | 9 octobre 2018    | Étienne          | Delphine                | Pépiniériste     | Tours           | – |
| 6       | 23 octobre 2018   | Samuel Gaino     | Christophe Aubin        | Garagiste        | Batz-sur-Mer    | Ce piège n'a pas été diffusé à la télévision à cause d'un coup de poing asséné par le piégé à Greg Guillotin.    |

### Deuxième saison (2019)
| Épisode | Date de diffusion | Personnage       | Piégé               | Métier                   | Lieux                   | Commentaires |
| ------- | ----------------- | ---------------- | ------------------- | ------------------------ | ----------------------- | --- |
| 1       | 4 juin 2019       | Guillaume Boutry | Damien Deledicque   | Chauffeur de poids-lourd | Capinghem               | – |
| 2       | 11 juin 2019      | Samuel Gaino     | Nicolas Bignon      | Restaurateur             | Mirepoix                | – |
| 3       | 18 juin 2019      | Samuel Gaino     | Vanessa Dede Sombo  | Assistante dentaire      | Boulogne-Billancourt    | – |
| 4       | 25 juin 2019      | Samuel Gaino     | Frédéric Pfeferberg | Coach sportif            | Saint-Maur-des-Fossés   | – |
| 5       | 2 juillet 2019    | Louis Vignac     | Olivier Sabre       | Gérant de gîte           | Saint-Gervais-les-Bains | – |
| 6       | 17 juillet 2019   | Louis Vignac     | Béatrice Lemoine    | Guide de château         | Meillant                | Cet épisode dévoile les coulisses d’un piège qui a échoué. Mise à jour du 6 mai 2025 : la piégée a été floutée de la vidéo suite à une demande de cette dernière. |

### Troisième saison (2020)
| Épisode | Date de diffusion | Personnage       | Piégé                   | Métier                 | Lieux        |
| ------- | ----------------- | ---------------- | ----------------------- | ---------------------- | ------------ |
| 1       | 7 juillet 2020    | Guillaume Boutry | Sébastien Ligner        | Installateur d'alarmes | Saint-Lô     |
| 2       | 17 juillet 2020   | Samuel Gaino     | Sabine Taifour-Baruchel | Médecin                | Montfermeil  |
| 3       | 29 juillet 2020   | Louis Vignac     | JNR Slice (Junior)      | Rappeur                | La Madeleine |

Le dernier épisode de la troisième saison est tourné près de Lille, Greg Guillotin incarnant son personnage de Louis Vignac, bourgeois méprisant et raciste face au rappeur JNR. Pour autant, il n'est pas diffusé en prime sur C8 en raison d'un passage de l'épisode avec l'intervention de faux policiers, faisant écho à l'actualité et aux protestations consécutives à la mort de George Floyd.

### Hors-Saison
| Épisode | Date de diffusion | Personnage   | Piégé           | Métier                           | Lieux                | Commentaires                                               |
| ------- | ----------------- | ------------ | --------------- | -------------------------------- | -------------------- | ---------------------------------------------------------- |
| 1       | 2 mai 2023        | Samuel Gaino | Jacky Scaglione | Gérant d'une agence matrimoniale | Grâce-Hollogne       | –                                                          |
| 2       | 17 octobre 2024   | Louis Vignac | Franck Ventura  | Employé d’une recyclerie         | L'Isle-sur-la-Sorgue | Cet épisode dévoile les coulisses d’un piège qui a échoué. |

| Épisode | Date de diffusion | Personnage   | Piégé             | Métier    | Lieux       |
| ------- | ----------------- | ------------ | ----------------- | --------- | ----------- |
| 3       | 4 avril 2025      | Louis Vignac | Veronica Grazioli | Chanteuse | Montpellier |

Le tournage de la quatrième saison a commencé en février 2023 après 2 ans de casting pour trouver les bons piégés.
Le premier épisode a été tourné le 16 février 2023 en Belgique, il sera diffusé le 2 mai 2023 sur C8 à 21 h 20.
Le deuxième épisode, qui s’est finalement avéré un échec a été tourné le 6 décembre 2023 à Avignon et diffusé le 17 octobre 2024.

## Banques de données, dictionnaires et encyclopédies
- Ressources relatives à l'audiovisuel :   - IMDb
  - The Movie Database